# Либхарт, Гертруде
Гертруде Либхарт (нем. Gertrude Liebhart; 26 октября 1928 — 27 ноября 2008) — австрийская гребчиха-байдарочница, выступала за сборную Австрии в конце 1940-х — начале 1950-х годов. Серебряная призёрка летних Олимпийских игр в Хельсинки, обладательница серебряной и бронзовой медалей чемпионатов мира, победительница многих регат национального и международного значения.

## Биография
Гертруде Либхарт родилась 26 октября 1928 года.
Первого серьёзного успеха на взрослом международном уровне добилась в сезоне 1948 года, когда попала в основной состав австрийской национальной сборной и побывала на чемпионате мира в Лондоне, откуда привезла награду бронзового достоинства, выигранную вместе с напарницей Фритци Швингль в зачёте двухместных байдарок на дистанции 500 метров — в решающем заезде их опередили только экипажи из Дании и Чехословакии. Два года спустя выступила на мировом первенстве в Копенгагене, где в паре с той же Швингль стала серебряной призёркой в двойках на пятистах метрах, проиграв на финише финскому экипажу Сильви Саймо и Греты Грёнхольм.
Благодаря череде удачных выступлений Либхарт удостоилась права защищать честь страны на летних Олимпийских играх 1952 года в Хельсинки — стартовала здесь в полукилометровой программе байдарок-одиночек, квалифицировалась на предварительном этапе со второй позиции, после чего в финале заняла второе место позади финки Сильви Саймо и завоевала тем самым серебряную олимпийскую медаль. Это было одно из двух призовых мест Австрии на этой Олимпиаде, бронзовые медали также получили гребцы Максимилиан Рауб и Херберт Видерман. Примечательно, что в течение последующих 56 лет ни один австрийский байдарочник не удостаивался медалей Олимпийских игр, следующей призёркой стала Виолетта Облингер-Петерс, выигравшая бронзу в гребном слаломе на Играх 2008 года в Пекине.
Впоследствии Гертруде Либхарт вышла замуж и взяла фамилию мужа Фишер. Умерла 27 ноября 2008 года в возрасте 80 лет.